# Žemliare
Žemliare (hongrois : Zsemlér) est un village de Slovaquie situé dans la région de Nitra.

## Histoire
Première mention écrite du village en 1075.

## Démographie

### Évolution de la population
| Année:               | 1994. | 2004.    | 2014.   | 2024.   |
| -------------------- | ----- | -------- | ------- | ------- |
| Nombre de personnes: | 180   | 157      | 161     | 153     |
| Différence:          |       | -12,77 % | +2,54 % | -4,96 % |

| Année:               | 2023. | 2024.   |
| -------------------- | ----- | ------- |
| Nombre de personnes: | 152   | 153     |
| Différence:          |       | +0,65 % |